# Han Chae-ah
Kim Kyung-ja (en hangul, 김경하; RR: Gim Gyeong-ha), conocida artísticamente como Han Chae-ah (hangul: 한채아; RR: Han Chae-a) es una actriz surcoreana.

## Vida personal
El 6 de mayo de 2018 se casó con el comentador de deportes Cha Se-jji, el hijo menor de la leyenda del fútbol surcoreano Cha Bum-kun. El 4 de abril del mismo año, anunció en su Instagram que estaban esperando a su primera bebé juntos, a quien le dieron la bienvenida el 30 de octubre de 2018.

## Carrera
Es miembro de la agencia Mystic Story (previamente conocida como "Mystic Entertainment" y "Family Actors Entertainment").
Es conocida por su interpretación de una detective en Hero (2012) y de una colaboradora de los japoneses en Bridal Mask.

## Filmografía

### Series de televisión
| Año  | Título                         | Rol                         | Canal | Ref.          |
| ---- | ------------------------------ | --------------------------- | ----- | ------------- |
| 2008 | Kokkiri (Elephant)             | Gook Chae-ah                | MBC   |               |
| 2009 | Style                          | Cha Ji-sun                  | SBS   |               |
| 2010 | Definitely Neighbors           | Yoon Ha-young               | SBS   |               |
| 2011 | I Believe in Love              | Kim Myung-hee               | KBS2  |               |
| 2012 | Hero                           | Yoon Yi-on                  | OCN   |               |
| 2012 | Bridal Mask                    | Ueno Rie/Lara/Chae Hong-joo | KBS2  |               |
| 2012 | Ohlala Couple                  | Victoria Kim                | KBS2  |               |
| 2013 | All About My Romance           | Ahn Hee-sun                 | SBS   |               |
| 2013 | Marry Him If You Dare          | Seo Yoo-kyung               | KBS2  |               |
| 2014 | You Are the Only One           | Song Do-won                 | KBS1  |               |
| 2015 | The Merchant: Gaekju 2015      | Jo So-sa                    | KBS2  |               |
| 2017 | Introverted Boss               | Chae Ji-hye                 | tvN   |               |
| 2021 | The King's Affection           | Reina Jang-sun              | KBS2  |               |
| 2022 | Golden Spoon                   | Jin Seon-hye                | MBC   | [ 10 ]        |
| 2023 | The Secret Romantic Guesthouse | Hwa-ryeong                  | SBS   | [ 11 ]        |
| 2024 | Nothing Uncovered              | Yu Yoon-yeong               | KBS2  | [ 12 ] [ 13 ] |

### Cine
| Año  | Título                  | Rol         |
| ---- | ----------------------- | ----------- |
| 2012 | The King of XXX-Kissing | Sun-hee     |
| 2015 | Made in China           | Mi          |
| 2015 | Big Deal                | Ji-in       |
| 2017 | Part-Time Spy           | Na Jeong-an |

### Programas de variedades
| Año  | Programa    | Notas                                                |
| ---- | ----------- | ---------------------------------------------------- |
| 2017 | Battle Trip | 2 episodios (Ep. #48-49) - participó con Ha Jae-sook |

## Premios y nominaciones
| Año  | Categoría                                       | Premios              | Trabajo                   | Resultado |
| ---- | ----------------------------------------------- | -------------------- | ------------------------- | --------- |
| 2015 | Excellence Award, Actress in a Serial Drama     | 4th APAN Star Award  | The Merchant: Gaekju 2015 | Nominada  |
| 2015 | Excellence Award, Actress in a Mid-length Drama | 29th KBS Drama Award | The Merchant: Gaekju 2015 | Nominada  |
| 2015 | Best Couple Award (junto a Jang Hyuk)           | 29th KBS Drama Award | The Merchant: Gaekju 2015 | Ganaron   |
| 2015 | Best Actress in a Daily Drama                   | 29th KBS Drama Award | You Are the Only One      | Ganó      |
| 2013 | Excellence Award, Actress in a Miniseries       | 2013 SBS Drama Award | All About My Romance      | Nominada  |